# Tuxentius stempfferi
Tuxentius stempfferi is een vlinder uit de familie van de Lycaenidae. De wetenschappelijke naam van de soort is voor het eerst geldig gepubliceerd in 1976 door Kiellard. De soort komt voor in Tanzania.